# Stanisław Wojsa
Stanisław Wojsa (ur. 3 lutego 1894, zm. 1 listopada 1941 w Dachau) – polski duchowny katolicki, kanonik kolegiaty kaliskiej, działacz społeczny.

## Życiorys
Seminarium duchowne ukończył we Włocławku, na kapłana wyświęcony został 9 czerwca 1918. Uzupełniał następnie studia z teologii na Katolickim Uniwersytecie Lubelskim, wieńcząc je w 1922 licencjatem. Był członkiem Wojewódzkiego Komitetu Obrony Narodowej w Lublinie w 1920 roku. Po powrocie do Włocławka był prefektem Gimnazjum Ziemi Kujawskiej (1922) i wikariuszem katedralnym (1927). Od 1927 był dyrektorem Diecezjalnego Instytutu Akcji Katolickiej, działał też w Stowarzyszeniu Robotników Chrześcijańskich (sekretarz generalny w diecezji kujawskiej) i Chrześcijańskich Związkach Zawodowych (patron). Poświęcił się organizowaniu Akcji Katolickiej w parafiach, wizytując je, głosząc kazania, rekolekcje, odczyty; cieszył się opinią utalentowanego kaznodziei. Był też redaktorem pisma "Wskazania", organu Diecezjalnego Instytutu Akcji Katolickiej (1933–1938). Ogłaszał artykuły nie tylko we "Wskazaniach", ale także w "Kronice Diecezji Włocławskiej".
Od 1937 nosił godność kanonika gremialnego kaliskiej kapituły kolegiackiej. W 1938 został zwolniony z obowiązków w diecezji kujawskiej i przeniesiony do Lublina, gdzie objął kierownictwo konwiktu dla księży-studentów Katolickiego Uniwersytetu Lubelskiego. W Lublinie zastał go wybuch II wojny światowej; 17 listopada 1939 aresztowany przez Niemców w ramach tzw. Sonderaktion Lublin. W czerwcu 1940 wywieziono go wraz z innymi duchownymi diecezji lubelskiej do obozu koncentracyjnego Sachsenhausen. W grudniu 1940 trafił do KL Dachau, tam zmarł 1 listopada 1941.
Ksiądz Stanisław Wojsa padł ofiarą eksperymentów pseudomedycznych, przeprowadzanych przez sanitariusza Heidena. Pobity przez izbowego, cierpiał na bóle głowy. Heiden przywiązał go do stołu operacyjnego i bez podania środków przeciwbólowych przepiłował czaszkę i grzebał w mózgu w celu ustalenia przyczyn bólu. Po tym zabiegu ksiądz Wojsa został uśmiercony zastrzykiem. 